# Cyber-Cop
Cyber-Cop (ook wel Corporation) is een computerspel dat werd uitgegeven door Core Design. Het spel kwam in 1990 uit voor de Commodore Amiga en Atari ST. Later volgde ook een release voor DOS (1991) en de Sega Mega Drive (1992). Het spel is een first person shooter, vergelijkbaar met Wolfenstein 3D dat een aantal jaar eerder uitkwam.

## Platform
- Amiga (1990)
- Atari ST (1990)
- DOS (1991)
- Sega Mega Drive (1992)

## Ontvangst
| Beoordeeld door                      | Platform | Datum          | Score |
| ------------------------------------ | -------- | -------------- | ----- |
| Amiga Joker                          | Amiga    | november 1990  | 88%   |
| ST Format                            | Atari ST | januari 1991   | 87%   |
| Mean Machines                        | Genesis  | mei 1992       | 86%   |
| Computer and Video Games (CVG)       | Amiga    | oktober 1990   | 81%   |
| ASM (Aktueller Software Markt)       | DOS      | november 1991  | 75%   |
| Joker Verlag präsentiert: Sonderheft | DOS      | 1992           | 69%   |
| Joker Verlag präsentiert: Sonderheft | Atari ST | 1992           | 66%   |
| Just Games Retro                     | Genesis  | 7 oktober 2012 | 50%   |
| Power Play                           | DOS      | oktober 1991   | 40%   |
| Power Play                           | Genesis  | augustus 1992  | 36%   |